# David Daiches
David Daiches (* 2. September 1912 in Sunderland, Tyne and Wear, England; † 15. Juli 2005 in Edinburgh, Schottland) war ein britischer Hochschullehrer, Literaturhistoriker und Literaturkritiker.

## Leben
Daiches, der als Sohn eines Rabbiners in Edinburgh aufwuchs, studierte nach dem Schulbesuch zuerst an der University of Edinburgh und widmete sich anschließend während des Studiums an der University of Oxford der Erforschung englischsprachiger Übersetzungen der Biblia Hebraica, ehe er sein Studium 1937 an der University of Chicago fortsetzte.
Während des Zweiten Weltkrieges war er als Mitarbeiter an der britischen Botschaft in den USA tätig sowie danach von 1947 bis 1951 als Gastwissenschaftler an der Cornell University. Nach seiner Rückkehr nach Großbritannien wurde er 1951 Dozent an der University of Cambridge und übernahm anschließend von 1961 bis zu seiner Emeritierung 1977 eine Professur für Literatur an der University of Sussex.
Neben seiner Lehrtätigkeit veröffentlichte er zahlreiche bedeutende Beiträge zur Literaturkritik, insbesondere durch sein Beharren auf die Einbeziehung der Gegenwartsliteratur in den akademischen Lehrplan. Zu seinen bekanntesten Arbeiten gehörte ein Buch über Robert Burns (1950), das 1966 in einer überarbeiten Auflage erschien und die erste umfassende Arbeit über diesen Dichter darstellte, die auch die weiteren literarischen und intellektuellen Bewegungen dieser Zeit einschloss. 1956 erschien das autobiografisch geprägte Buch Two Worlds, das sich mit seinem Aufwachsen in Edinburgh befasste sowie 1964 The Paradox of Scottish Culture, eine provokative Studie über das Zeitalter der Aufklärung in Schottland, das sogenannte „Scottish Enlightenment“. 
Nach seinem Ruhestand war er zwischen 1980 und 1986 als Direktor des Instituts für angewandte Studien der Geisteswissenschaften der University of Edinburgh tätig.

## Werke
- The King James version of the English Bible, 1941
- A study of literature for readers and critics, 1948
- Robert Burns, 1950
- Critical approaches to literature, 1956
- Two worlds: an Edinburgh Jewish childhood, Autobiografie, 1956
- A critical history of English literature, 1960
- The novel and the modern world, 1960
- Studies in english literature, 1963
- A study of literature, 1968
- More literary essays, 1968
- The idea of a new university, 1970
- Sir Walter Scott and his world, 1971
- A third world, Autobiografie, 1971
- Charles Edward Stuart. The life and times of Bonnie Prince Charlie, Thames & Hudson, London 1973, ISBN 0-500-25034-0
- Robert Louis Stevenson and his World, Thames and Hudson, London 1973, ISBN 0-500-13045-0
- Was: A pastime from time past, Autobiografie, 1975
- Scotch whisky, 1977
- Literary landscapes of the British Isles, 1979

in deutscher Übersetzung
- Scotch Whisky, 1971, ISBN 3-7658-0122-4